# Deutscher Bauherrenpreis

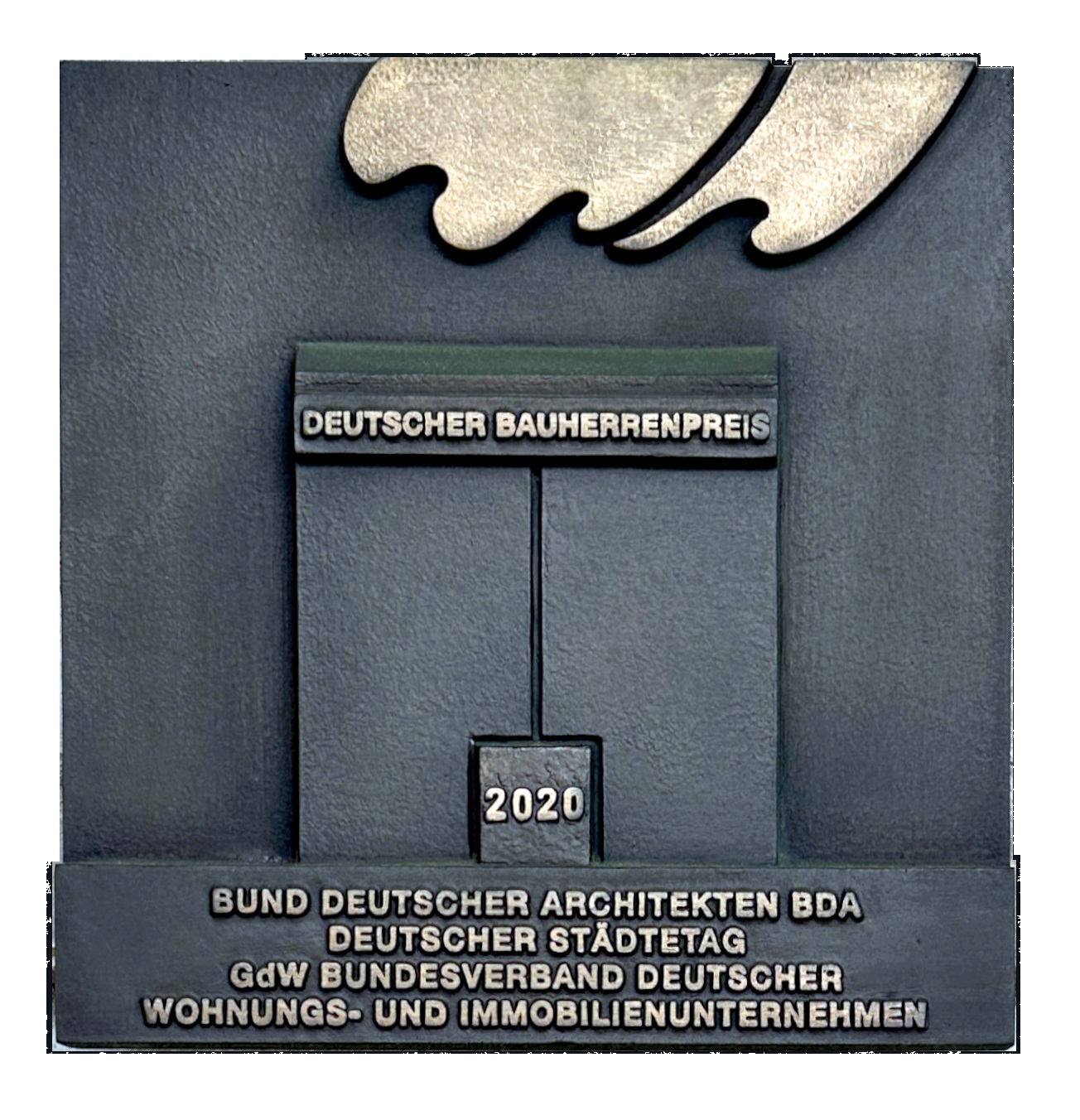
Plakette des Deutschen Bauherrenpreises an einem ausgezeichneten Gebäude

Der Deutsche Bauherrenpreis ist ein seit 1986 vergebener Architekturpreis für Wohnungsbauten. Er wird alle zwei Jahre von einer Arbeitsgruppe vergeben, an der der Deutsche Städtetag, der Bund Deutscher Architektinnen und Architekten und der GdW Bundesverband deutscher Wohnungs- und Immobilienunternehmen beteiligt sind. Gewürdigt werden sollen Bauherren, deren Projekte sowohl eine hohe Qualität als auch tragbare Kosten haben. Dabei sollen möglichst in alle Aspekte der wirtschaftlichen, gestalterischen, ökologischen, städtebaulichen und sozialen Qualität berücksichtigt werden.

## Kriterien

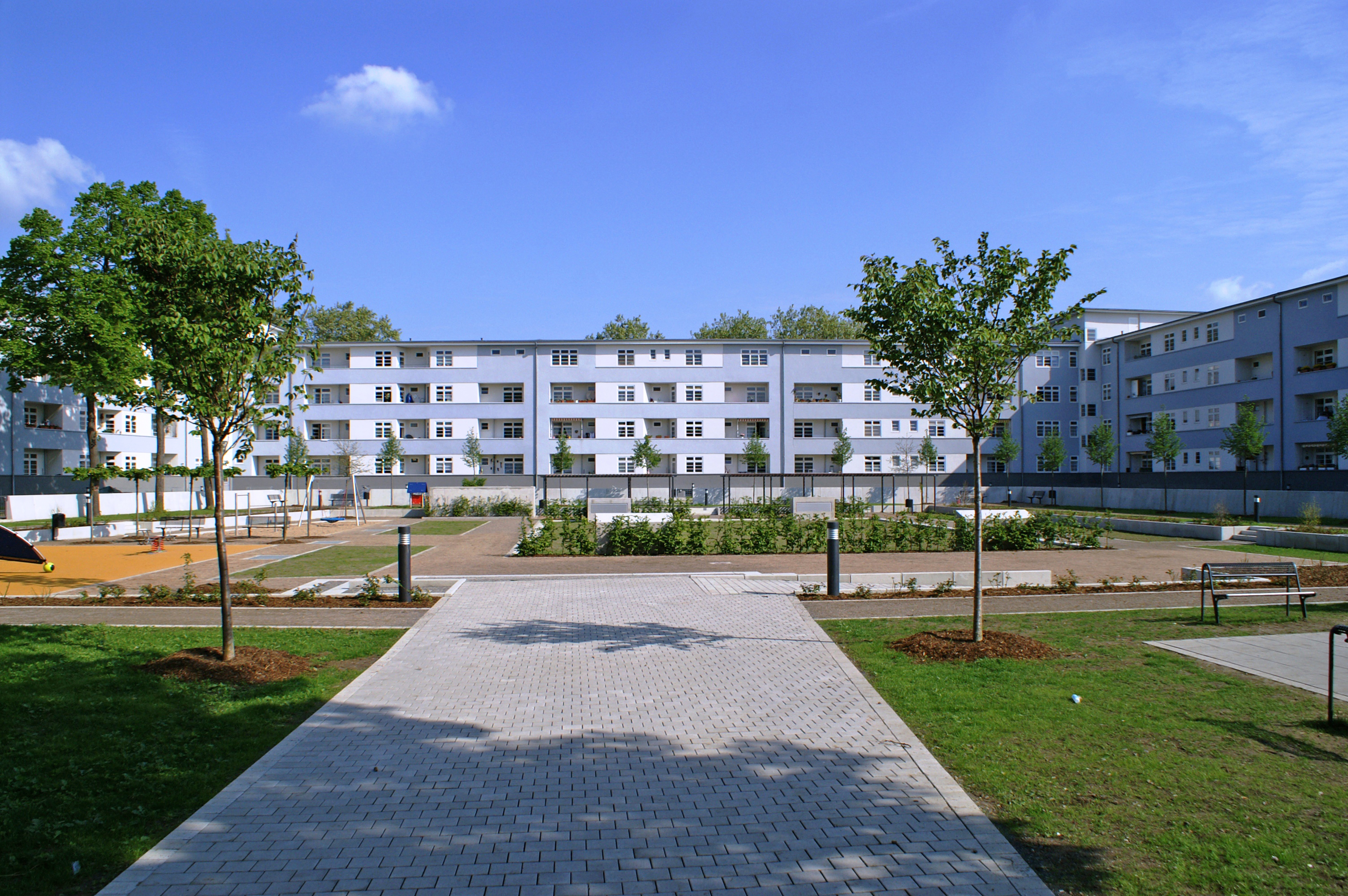
Siedlung Blauer Hof in Köln-Buchhorst, erbaut 1926/27 – 2009/10 ausgezeichnet mit dem Deutschen Bauherrenpreis für Modernisierung.

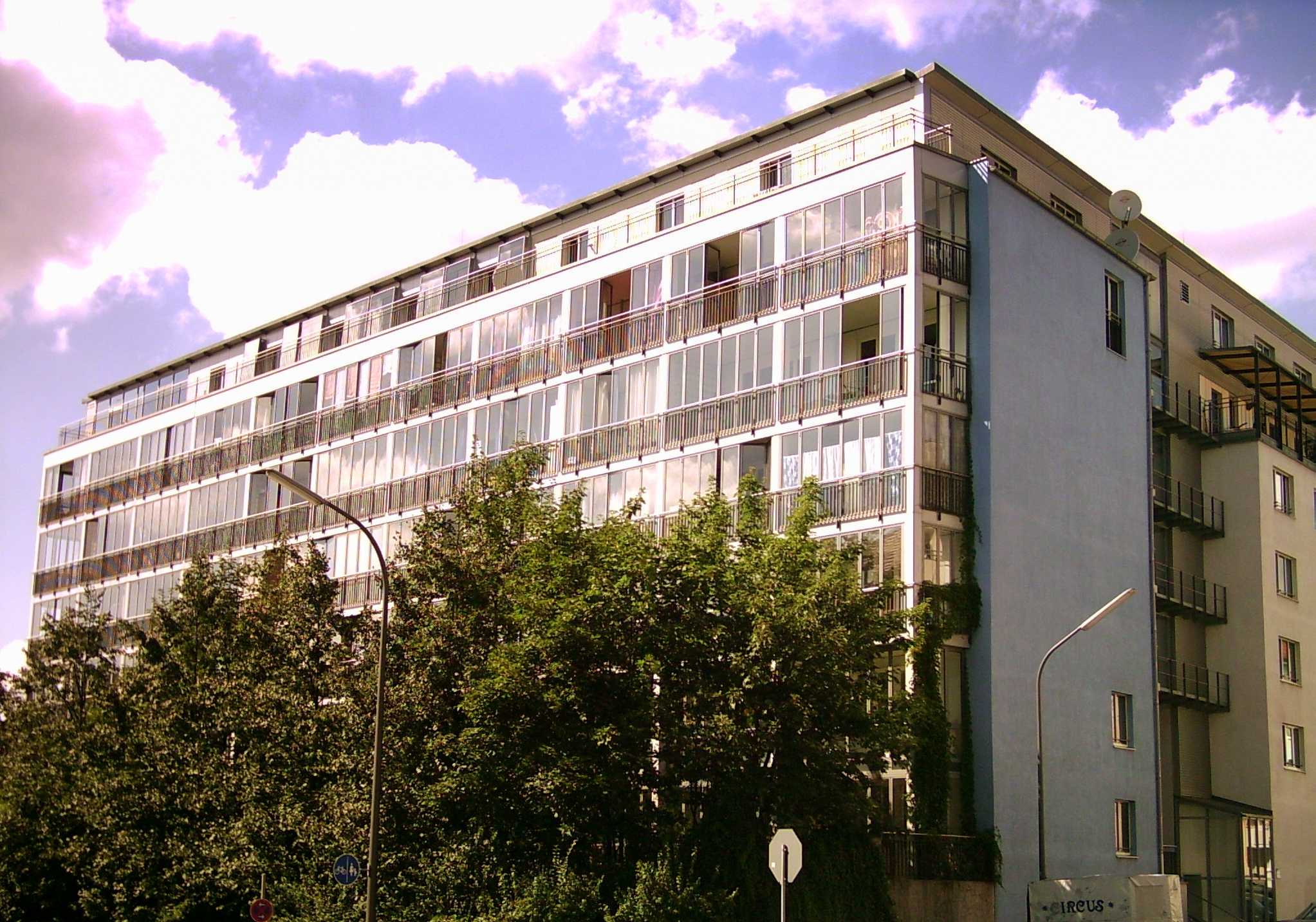
Südfassade des Niedrigenergiehauses in der Ganghoferstraße in München-Sendling – 1998 ausgezeichnet mit dem Deutschen Bauherrenpreis Neubau.

Die eingereichten Projekte werden nach folgenden Kriterien beurteilt und bewertet (Stand 2022):
- Wirtschaftlichkeit und tragbare Kosten,
- Energieeffizienz und Klimaschutz,
- Architektur und Baukultur,
- städtebaulicher Kontext,
- Freiraumgestaltung und Klimaanpassung,
- sozialer Anspruch,
- Bauprozess und Baulogistik,
- Kooperationen und innovative Konzepte der Zusammenarbeit.

## Teilnahmeberechtigte
Teilnahmeberechtigt sind private und öffentliche Bauherren, Wohnungsunternehmen und -genossenschaften, Kommunen, Bauträger und Investoren sowie in Vertretung der Bauherren andere, an den Projekten beteiligte Planer.
Die eingereichten Projekte müssen sich innerhalb der Bundesrepublik Deutschland befinden und in den letzten fünf Jahren vor Auslobung des Preises realisiert worden sein bzw. vor der Vollendung stehen. Die Projekte dürfen zudem keine freistehenden Einzelgebäude sein.

## Preise und Kategorien
2022 wurden nach einem mehrstufigen Auswahlsystem fünf Bauherrenpreise und bis zu drei Sonderpreise vergeben. Die Preise sind immateriell und werden in Form von Urkunden übergeben. Für die ausgezeichneten Gebäude werden Bronzeplaketten (Gestaltung: Stefan Schwerdtfeger) zur Anbringung an der Fassade überreicht. Die 30 nominierten Projekte der letzten Auswahlphase erhalten eine Anerkennung.
Zwischen 1997 und 2017 wurde der Preis in den zwei Kategorien Neubau und Modernisierung vergeben. Da sich die Bereiche zunehmend vermischten, wurde diese Trennung zum Wettbewerb 2018 aufgehoben. In jeder Kategorie konnten bis zu zehn Projekte ausgezeichnet werden. Zusätzlich wurden folgende Sonderpreise ausgelobt:
- Sonderpreis Denkmalschutz im Wohnungsbau, gestiftet von der Deutschen Stiftung Denkmalschutz.
- Sonderpreis Freiraumgestaltung im Wohnungsbau, gestiftet vom Bund Deutscher Landschaftsarchitekten.